# О’Нил, Шакил
Шакил Рашоун О’Нил (англ. Shaquille Rashaun O'Neal; род. 6 марта 1972[…], Ньюарк, Нью-Джерси) — американский баскетболист, комментатор, баскетбольный телеэксперт, рэпер, а также актёр.
Олимпийский чемпион (1996), чемпион мира 1994 года, четырёхкратный чемпион НБА (2000—2002, 2006). В 1996 году был внесён в список 50 лучших игроков в истории НБА, и из всего списка он был самым молодым. Помимо этого, признан самым ценным игроком НБА 2000 года, на протяжении 15 лет (1993—2009) принимал участие в Матчах всех звёзд, вместе с Уилтом Чемберленом удерживает рекорд Ассоциации — 9 сезонов (из них 5 — подряд) с самым высоким показателем процента попаданий с игры. Шакил О’Нил три раза в своей карьере удостоился звания MVP Матча всех звёзд (НБА) (2000, 2004, 2009). По окончании спортивной карьеры, работает телеведущим и комментатором на спортивном телеканале TNT. Появляется в качестве телеэксперта в играх серии NBA 2K (начиная с NBA 2K15). Член Зала славы баскетбола с 2016 года.

## Семья
16 декабря 2000 года Шакил О’Нил получил диплом о высшем образовании университета Луизианы. В 1992 году он прекратил обучение, когда ушёл в клуб НБА «Орландо Мэджик».
26 июня 2005 года О’Нил получил диплом MBA (Магистр делового управления) в университете Финикса. На момент окончания карьеры он был единственным из игравших в НБА баскетболистов со степенью MBA.
В разводе с Шони Нельсон. Имеет пять детей: два сына и две дочери от Шони Нельсон и ещё одну дочь от своей бывшей девушки Арнетты.

## Карьера
Когда О’Нилу исполнилось 15 лет, он с семьёй переехал в Сан-Антонио (Техас). Играя за сборную школы, стал чемпионом штата. В 1989 году О’Нил поступил в Университет штата Луизианы, где в то время работал известный баскетболисту тренер Дейл Браун. О’Нил практически сразу стал лидером команды. За три года обучения в университете О’Нил дважды выбирался в символическую сборную All-American, став двукратным игроком года конференции SEC, и получил приз имени Адольфа Раппа как игрок года NCAA в 1991 году. О’Нил покинул университет штата Луизианы за год до окончания обучения, чтобы продолжить свою карьеру в НБА, но получил диплом об окончании образования после того, как стал профессиональным игроком. Позже Университет штата Луизианы ввёл О’Нила в Зал славы колледжа и установил 400-килограммовую бронзовую статую О’Нила перед зданием спортивного зала университета. О’Нил выступал за студенческую команду университета штата Луизианы с 1989 по 1992 год, став единственным выпускником этого университета, признанным игроком года в колледже.

### «Орландо Мэджик» (1992—1996)
После окончания трёх курсов Университета штата Луизиана Шакил О’Нил был выбран первым номером на драфте НБА 1992 года «Орландо Мэджик». «Волшебники» сразу предложили О’Нилу семилетний контракт на сумму 40 миллионов долларов — рекордный для новобранца лиги. Позже О’Нил соединится в одной команде («Майами Хит») со вторым и третьим номерами драфта — Алонзо Моурнингом и Кристианом Лэйттнером. Лето перед стартом сезона Шакил провёл под опекой члена Зала славы баскетбола Мэджика Джонсона.
В дебютном сезоне О’Нил помог одержать «Орландо» на 20 побед больше, нежели в предыдущем, но команда уступила место в плей-офф «Индиане». В сезоне 1992-93 О’Нил набирал 23,4 очка и делал 13,9 подборов, став «лучшим новичком НБА». В этом же сезоне дебютировал на Матче всех звёзд и набрал 14 очков.
По ходу сезона Шакил запомнился двумя инцидентами: во время игры против «Финикс Санз» О’Нил забил мяч сверху с такой силой, что сломал опоры баскетбольного щита. Второй инцидент произошёл в Нью-Джерси, эффектным данком О’Нил опрокинул баскетбольный щит, разбив счётчик 24 секунд.
Второй сезон для О’Нила сложился удачнее дебютного. После драфта в Орландо пришёл Анферни Хардуэй, составив мощный тандем с Шакилом, который в среднем за игру в сезоне 1993-94 набирал 29,3 очка. Шакил стал лидером НБА по проценту попаданий с игры — 60 %. С его помощью команда впервые в своей истории попала в плей-офф НБА. 20 ноября 1993 года в игре против «Нью-Джерси Нетс» О’Нил впервые в карьере сделал трипл-дабл: 24 очка, 28 подборов и 15 блок-шотов. По итогам сезона он вошёл в третью сборную звёзд НБА.
В своём третьем сезоне 1994/95 Шакил О’Нил стал лидером НБА по результативности и был выбран участвовать в третьем Матче всех звёзд подряд. О’Нил занял второе место в голосовании за звание самого ценного игрока регулярного сезона, уступив Дэвиду Робинсону. О’Нил вместе с Хардуэй создали один из лучших дуэтов в лиге, благодаря чему команда стала лидером конференции, одержав 57 побед. «Меджик» выиграли свою первую серию плей-офф против «Бостон Селтикс» в плей-офф НБА 1995 года. Затем они разгромили «Чикаго» в полуфинале конференции и выиграли финал Атлантического дивизиона у Реджи Миллера с «Индиана Пэйсерс». Однако в финале «Орландо» всухую проиграла «Хьюстон Рокетс». По признанию О’Нила, в серии с «Хьюстоном», несмотря на свои приличные показатели, его переиграл более опытный баскетболист Хаким Оладжьювон. Шакил также отметил, что тогда второй раз в жизни он плакал (первый — из-за смерти бабушки). По итогам сезона он вошёл во вторую сборную звёзд НБА. О’Нил в тогдашнем розыгрыше плей-офф НБА набирал в среднем 28 очков, 12,5 подборов и 6,3 передач.
В сезоне 1995/96 О’Нил пропустил 28 игр из-за травмы. Несмотря на травмы О’Нила, «Маги» закончили регулярный сезон с 60 победами и 22 поражениями, заняв второе место в Восточной конференции после «Чикаго», а «Быки», в свою очередь, завершили тогдашний сезон, установив рекорд НБА по количеству побед в чемпионате (72 победы). В среднем в сезоне за игру Шакил набирал по 26,6 очка и вошёл в третью сборную звёзд НБА, а также участвовал в четвёртом для себя матче всех звёзд, набрав рекордные 25 очков и 10 подборов. В плей-офф «Орландо» достаточно легко победили «Детройт» и «Атланту» в первых двух раундах плей-офф НБА 1996. Но в финале Восточной конференции «волшебники» проиграла будущему чемпиону НБА — «Чикаго Буллз». В межсезонье Шакил О’Нил, став неограниченно свободным агентом, столкнулся с выбором, где продолжить свою карьеру.
Летом 1995 года О’Нил вошёл в состав мужской баскетбольной сборной США, выиграв золотые медали на Олимпийских играх 1996 года в Атланте.

### «Лос-Анджелес Лейкерс» (1996—2004)

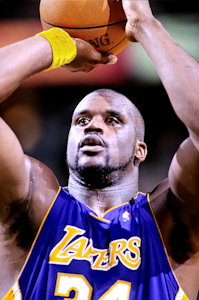
Шакил О’Нил в форме Лос-Анджелес Лейкерс.

По окончании сезона 1995/96 О’Нил покинул «Орландо Мэджик» и подписал 7-летний контракт на 121 миллион долларов с «Лос-Анджелес Лейкерс». О контракте было сообщено в Атланте на Олимпийских играх.
О’Нил пришёл в молодую команду, от которой, по большому счёту, многого не ожидали. Несомненно, огромный контракт сыграл свою роль, но в большей степени Шакила интересовала карьера в Голливуде. В этом же году «Лейкерс» пополнился молодым и амбициозным атакующим защитником Коби Брайантом (на тот момент самый молодой игрок в истории НБА). В ходе сезона 1996-97 Шак пропустил 30 игр из-за травмы, а несколько игроков состава выпадало из новой концепции нападения «Лейкерс», построенной на доминирующем центре. В сезоне 1996/97 О’Нил в среднем набирал 26,2 очков и 12,5 подборов, а «Лейкерс» выиграли 56 игр, но уступили «Юте Джаз» в полуфинале конференции со счётом 4—0.
В следующем сезоне 1997/98 стараниями главного менеджера команды Джерри Уэста в команду пришли ролевые игроки Рик Фокс и Роберт Орри. О’Нил в среднем набирал уже 28,3 очков и 11,4 подборов. «Озёрные» одержали 61 победу в сезоне и попали в плей-офф НБА 1998. После победы над «Портлендом» и «Сиэтлом» в первых двух раундах «Лейкерс» вновь уступили «Джаз» в финале Западной конференции со счётом 4—1.
В укороченном из-за локаута сезоне 1998/99 команда начала строиться вокруг тандема О’Нил—Брайант. После разговора с Шакилом менеджментом команды было принято решение о трейде многолетнего атакующего защитника Ник Ван Экселя в «Денвер Наггетс». В обмен на Эдди Джонса и Элден Камбелла у «Шарлотт Хорнетс» выменяли отличного снайпера Глена Райса — недостающего элемента для финалов. В команду также пришёл Деннис Родман из «Чикаго Буллз», который провёл за «Лейкерс» всего 23 игры. «Лейкерс» закончили сезон с показателем игр 31-19. Однако результат в играх на вылет оказался не лучше предыдущих двух сезонов, во втором раунде Шакил&Ко проиграли будущему чемпиону «Сан-Антонио Спёрс» во главе с звёздной парой Данкан—Робинсон. Тренера «Лейкерс» Дэйла Харриса незамедлительно уволили.

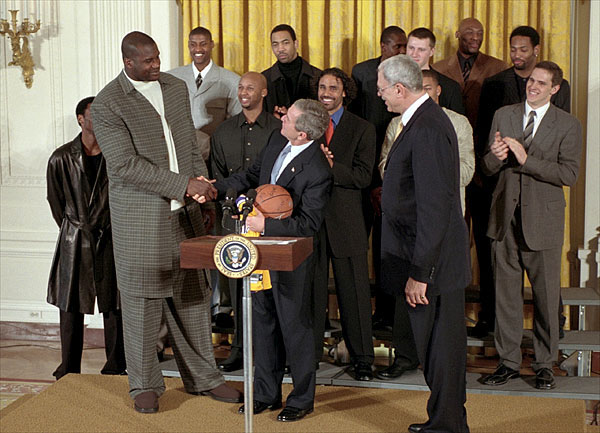
Шакил О’Нил вместе с командой принимает поздравления от президента США Джорджа Буша мл. в Белом доме.

В 1999 году главным тренером команды стал Фил Джексон. Под его руководством и во многом благодаря концепции тройного нападения команда «Лос-Анджелес Лейкерс» пришла к трём титулам чемпионов НБА подряд в сезонах 1999/00, 2000/01 и 2001/02. О’Нил и Брайант раскрылись в полной мере на площадке. Шакил был признан самым ценным игроком финала НБА в течение трёх лет, при этом его среднестатистические показатели стали лучшими для центрового в истории плей-офф НБА. Шакил О’Нил стал обладателем трофея Мориса Подолоффа, как самый ценный игрок (MVP) сезона 1999-00, набрав 120 голосов из 121 возможных. В этом же сезоне О’Нил стал самым результативным игроком НБА, вторым по количеству подборов и третьим по блок-шотам. 6 марта 2000 года Шакил установил личный рекорд по результативности в матче с Лос-Анджелес Клипперс, набрав 61 очко (24 попадания с игры из 35 бросков) и 23 подбора.
О’Нил пропустил первые 12 игр в сезоне 2002/03 из-за восстановления после операции на ноге. В январе 2002 года Шакил принял участие в драке во время матча против « Буллз», после этого О’Нила дисквалифицировали на три игры без сохранения заработной платы и оштрафовали на 15 000 долларов. «Лейкерс» плохо стартовали (11-19) в начале сезона, но выправили ситуацию к концу регулярного чемпионата (39-13), что в итоге позволило финишировать «озёрным» пятыми в конференции (50-32). О’Нил в среднем набирал 27,2 очков и 10,7 подборов. В первом раунде плей-офф команда переиграли «Миннесоту Тимбервулвз», но уже в следующем раунде также в шести играх проиграла «Сан-Антонио». В следующем сезоне команда стала объектом СМИ из-за сексуального скандала Коби Брайанта.
После того, как команда опустилась на пятую строчку и не смогла дойти до финала НБА в 2003 году, менеджеры решили сделать изменения в составе команды. Был подписан дважды признанный самым ценным игроком лиги тяжёлый форвард Карл Мэлоун из «Юты», а также признанный лучшим защитником лиги 1996 года атакующий защитник Гэри Пэйтона из «Сиэтла», но из-за потолка зарплат команда не могла подписать контракты на те суммы, на которые рассчитывали получить игроки в любом другом клубе. О’Нил лично уговорил баскетболистов присоединиться к «Лейкерс». В конце концов контракты были подписаны, игроки принесли в жертву высокие заработки в пользу возможности выиграть чемпионат НБА. Образовавшаяся «большая четвёрка» О’Нил—Брайант—Мэлоун—Пейтон весь сезон боролась с травмами: О’Нил страдал от болей голени ноги, у Мэлоуна была травма колена, а у Брайанта — травма плеча. «Лейкерс» хорошо начали сезон 2003/04 (18-3), закончив его на 2 месте в конференции (56-26) и выиграв тем самым Тихоокеанский дивизион. В первых трёх раундах плей-офф были обыграны «Рокетс», «Спёрс» и «Тимбервулвз». В финале плей-офф «Лейкерс» сенсационно уступили «Детройт Пистонс» в пяти матчах.
О’Нил за два года до окончания контракта поставил в известность владельцев команды о своём намерении существенно увеличить сумму вознаграждения по новому контракту. Шакил оставался непреклонным в своём желании, но руководство «Лейкерс» отказывалось увеличить сумму, указывая на возможные травмы и спад показателей в игре из-за возраста. Тем не менее «озёрные» в феврале 2004 года предложили новый контракт с большей суммой (согласно книге Марка Хейслера «Мяч сумасшедшего» (англ. Madmen's Ball)), по которому Шакил остался бы самым высокооплачиваемым игроком лиги, но он отказался из-за чувства, что в его услугах не нуждаются. Так же бытовали слухи о напряжённых отношениях между Шакилом и Брайантом. По окончании сезона Коби становился свободным агентом и якобы одно из условий продления его контракта — отчисление Шакила.
В течение межсезонья 2004 года «Лейкерс» начали строить новую команду. Слова генерального менеджера Митча Купчака относительно будущего Шакила О’Нила привели последнего в ярость. Фил Джексон был отстранён с поста главного тренера. Всё это, а также желание команды создать исключительные условия для Коби, привело к тому, что Шакил попросил подыскать ему другую команду. В его услугах были заинтересованы «Даллас Маверикс» и лично владелец команды Марк Кьюбан, но в обмен на Шака Купчак запросил звезду «Далласа» Дирка Новитцки. Кьюбан отказался пойти на эти условия и переговоры прекратились. С «Майами», напротив, «Лейкерс» постепенно пришли к договорённостям об обмене.

### «Майами Хит» (2004—2008)

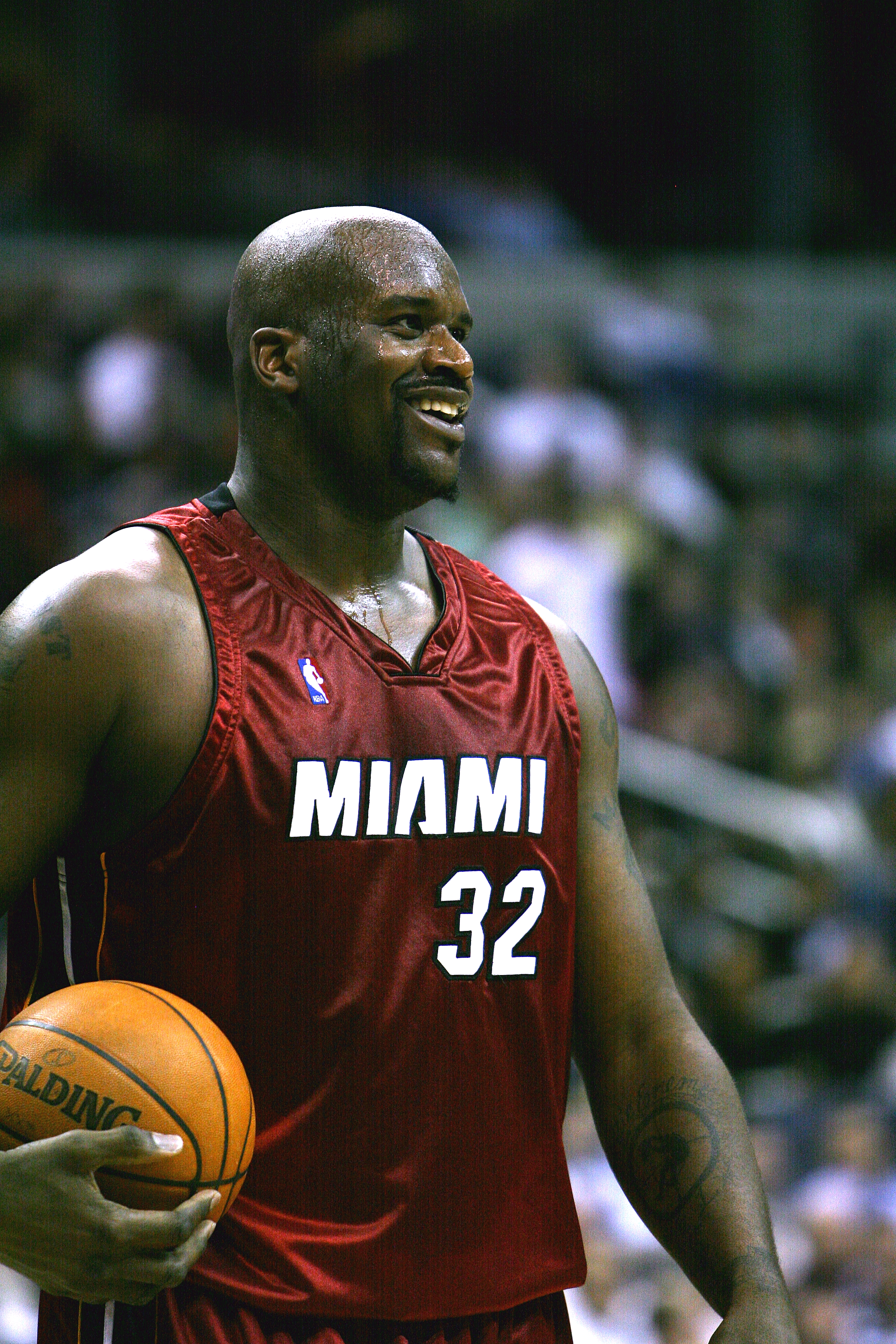

14 июля 2004 года О’Нила обменяли в «Майами Хит» на Кэрона Батлера, Ламара Одома, Брайана Гранта и высокий уровень выбора на будущем драфте. Приобретение Шакила О’Нила в сезоне 2004/05 стало одним из главных приобретений «Майами Хит» за историю клуба. После подписания контракта О’Нил пообещал поклонникам, что он принесёт чемпионский перстень в Майами. 2 марта 2005 года в качестве свободного агента был подписан другой опытный центровой Алонзо Моурнинг, восстановившийся после болезни. О’Нил отказался от своего номера в «Лейкерс», вернув себе № 32, который он носил во время игр за «Мэджик». «Майами» завершил чемпионат 2004/05 со вторым результатом в истории клуба, одержав 59 побед, но уступил «Детройту» в финале конференции.

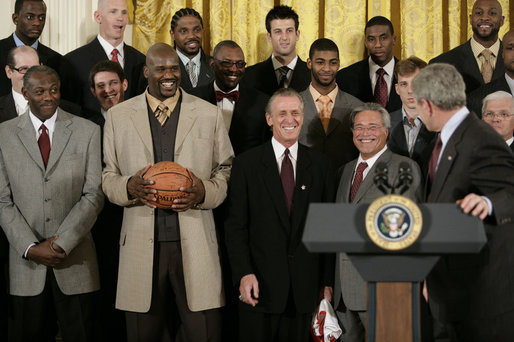
О’Нил с «Хит» на встрече с Джорджем Бушем в Белом доме после выигрыша чемпионского титула в 2006 году

В августе 2005 года О’Нил продлил контракт с «Хит» на 5 лет за 100 миллионов долларов. Перед началом сезона в «Майами» пришли Джейсон Уильямс, Гэри Пэйтон, Антуан Уолкер и Джеймс Поузи. Во второй игре сезона 2005/06 О’Нил получил травму правой лодыжки, а затем пропустил следующие 18 игр. После возвращения О’Нила главный тренер Стэн Ван Ганди подал в отставку, сославшись на семейные обстоятельства, и Пэт Райли вернулся на пост главного тренера команды. После не очень удачного старта «Майами» нашёл свою игру и завершил регулярный чемпионат с 52 победами. В плей-офф 2006 года О’Нил и Дуэйн Уэйд привели к победе «Майами Хит» в финале Восточной Конференции против «Детройт Пистонс» (повтор финала конференции 2005). Впервые выйдя в финал НБА и обыграв в нём «Даллас Маверикс» со счётом 4:2, «Майами» завоевал свой первый титул чемпиона. Лучшим игроком финала был назван Дуэйн Уэйд.
В следующем сезоне О’Нил пропустил 35 игр после травмы левого колена, перенеся в ноябре операцию. «Хит» боролись во время отсутствия О’Нила и с его возвращением выиграли семь из их восьми игр. Но несчастья преследовали команду и дальше: вскоре Уэйд вывихнул левое плечо. Ослабленный травмами своих лидеров, О’Нила и Уэйда, «Хит» смогли одержать лишь 44 победы и выбыли из чемпионской гонки уже в первом раунде, что стало первым подобным случаем в истории лиги за 50 лет.
О’Нил пережил плохое начало сезона 2007/08, средние показатели достигли минимальных значений за карьеру. Его роль в атаке уменьшилась, и в среднем Шакил совершал лишь 10 бросков за игру, что гораздо хуже по сравнению с его средним показателем в течение карьеры — 17. О’Нил опять пропускал игры из-за травм, а «Хит» проиграли 15 матчей подряд. Кроме того, О’Нил страдал из-за перебора фолов, он заработал фол-аут в пяти матчах подряд. В середине сезона возникли разногласия между Шакилом и тренером Пэтом Райли, и вскоре последний решил обменять О’Нила. По словам О’Нила, Райли думал, что он симулирует травмы. Шакил принял участие в 33 играх за «Майами Хит» в сезоне 2007—2008 до обмена в «Финикс Санз», отыграв все 33 матча с первых минут, набирая в среднем 14,2 очка за игру.

### «Финикс Санз» (2008—2009)

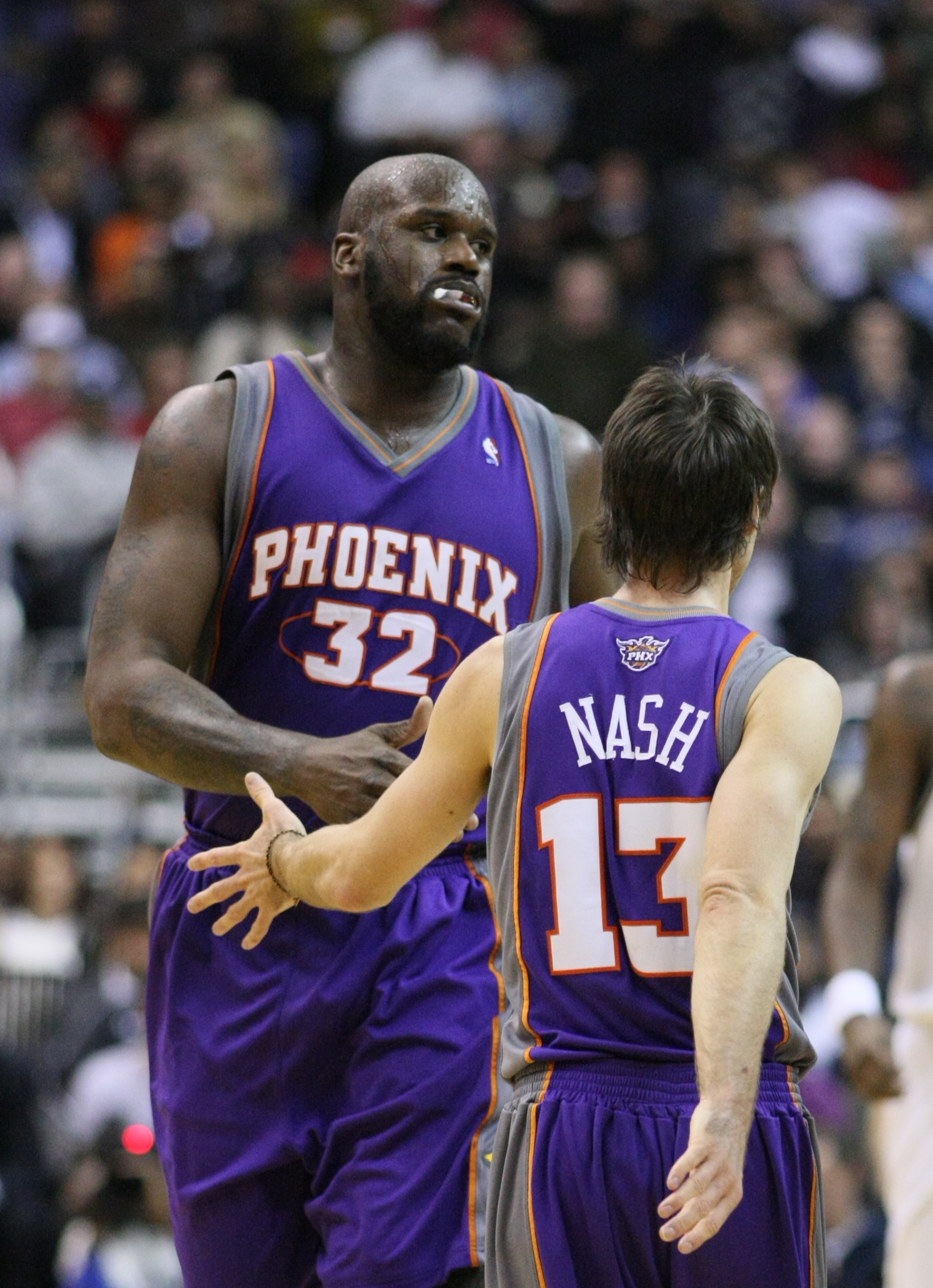
Шакил О’Нил с партнёром по команде Стивом Нэшем.

Шакил О’Нил оформил переход из худшего клуба НБА сезона 2007/2008 «Майами Хит» в «Финикс Санз», шедший на первом месте в Западной конференции.
За О’Нила «Майами» получил форварда Шона Мэриона и разыгрывающего защитника Маркуса Бэнкса. О’Нил дебютировал в составе «Санз» 20 февраля 2008 года в матче против своей бывшей команды «Лейкерс», набрав 15 очков и 9 подборов. «Лейкерс» выиграли со счётом 130—124.
После обмена в «Финиксе» статистика О’Нила составила 12,9 очка в среднем за 28 игр (все в старте). За два с половиной года в «Финиксе» центровой заработал около 50 миллионов долларов (эти же деньги он получил бы в «Майами»). Баскетболисты «Санз» проиграли в первом раунде плей-офф.
22 марта 2009 года Шакил О’Нил вышел на пятое место в списке лучших снайперов в истории НБА. Центровой «Финикса» набрал 13 очков в победном матче с «Вашингтон Уизардс» (128:96), на 2 пункта опередив Мозеса Мэлоуна — на счёту «Дизеля» 27 411 очков.
Здорово добиться такого результата, но я всё же разочарован, — признался О'Нил. — Игр, которые я пропустил, наберется на три полных сезона. Плюс я промазал 5 тысяч штрафных за карьеру… Так что мог бы сейчас быть на втором или третьем месте. С другой стороны, я делал всё, чтобы быть похожим на игрока, который идёт передо мной — Уилта Чемберлена. Я словно его внебрачный сын — прямо как в «Звёздных войнах». Надеюсь когда-нибудь догнать своего «отца».
О’Нил в сезоне 2008/09 в среднем за игру набирал 17,8 очка и делал 8,4 подбора. Он в 15-й раз принял участие в Матче всех звёзд НБА и был признан самым ценным игроком Матча всех звёзд вместе с защитником «Лос-Анджелес Лейкерс» Коби Брайантом. «Санз» в сезоне 2008/09 не сумели выйти в плей-офф.

### «Кливленд Кавальерс» (2009—2010)
25 июня 2009 года «Финикс Санз» обменяли Шакила О’Нила в «Кливленд Кавальерс» на Бена Уоллеса, Сашу Павловича, право выбора под 46-м номером на драфте 2009 года и денежную компенсацию в 500 000 долларов.
«Финиксу» этот обмен позволил сократить затраты на зарплату игрокам, а «Кливленду» эта сделка позволила укрепить переднюю линию, слабость которой стала главной причиной поражения в финале Восточной конференции 2009 года от «Орландо Мэджик» с их мощным центровым Дуайтом Ховардом.
25 февраля 2010 года О’Нил получил тяжелую травму большого пальца правой ноги при попытке накрыть бросок Глена Дэвиса в матче против «Бостон Селтикс». Он перенес операцию на большом пальце 1 марта и вернулся на площадку 17 апреля в первом матче плей-офф первого раунда против «Чикаго Буллз». После ухода на пенсию Линдси Хантера 5 марта О’Нил стал самым возрастным действующим игроком в НБА.
Статистика О’Нила достигла минимальных значений почти по всем основным показателям, он взял на себя гораздо менее значительную роль, чем в предыдущие годы. За «Кливленд» он сыграл 53 матча в сезоне 2009/10, в которых в среднем набирал 12,2 очка и делал 6,7 подбора. В плей-офф «Кливленд» вышел с первого места, одержав в регулярном сезоне 61 победу. В первом раунде были уверенно обыграны баскетболисты «Чикаго Буллз» со счётом 4-1, однако «Кавальерс» стал первой командой в истории НБА, не дошедшей до финала НБА несмотря на первый посев в течение двух последовательных сезонов. 13 мая «Кавальерс» вылетели из плей-офф, уступив в «Бостон Селтикс» со счётом 4-2 в полуфинале Восточной Конференции. В плей-офф О’Нил в среднем за игру набирал 11,5 очка, делал 5,5 подбора и 1,4 блок-шота.

### «Бостон Селтикс»

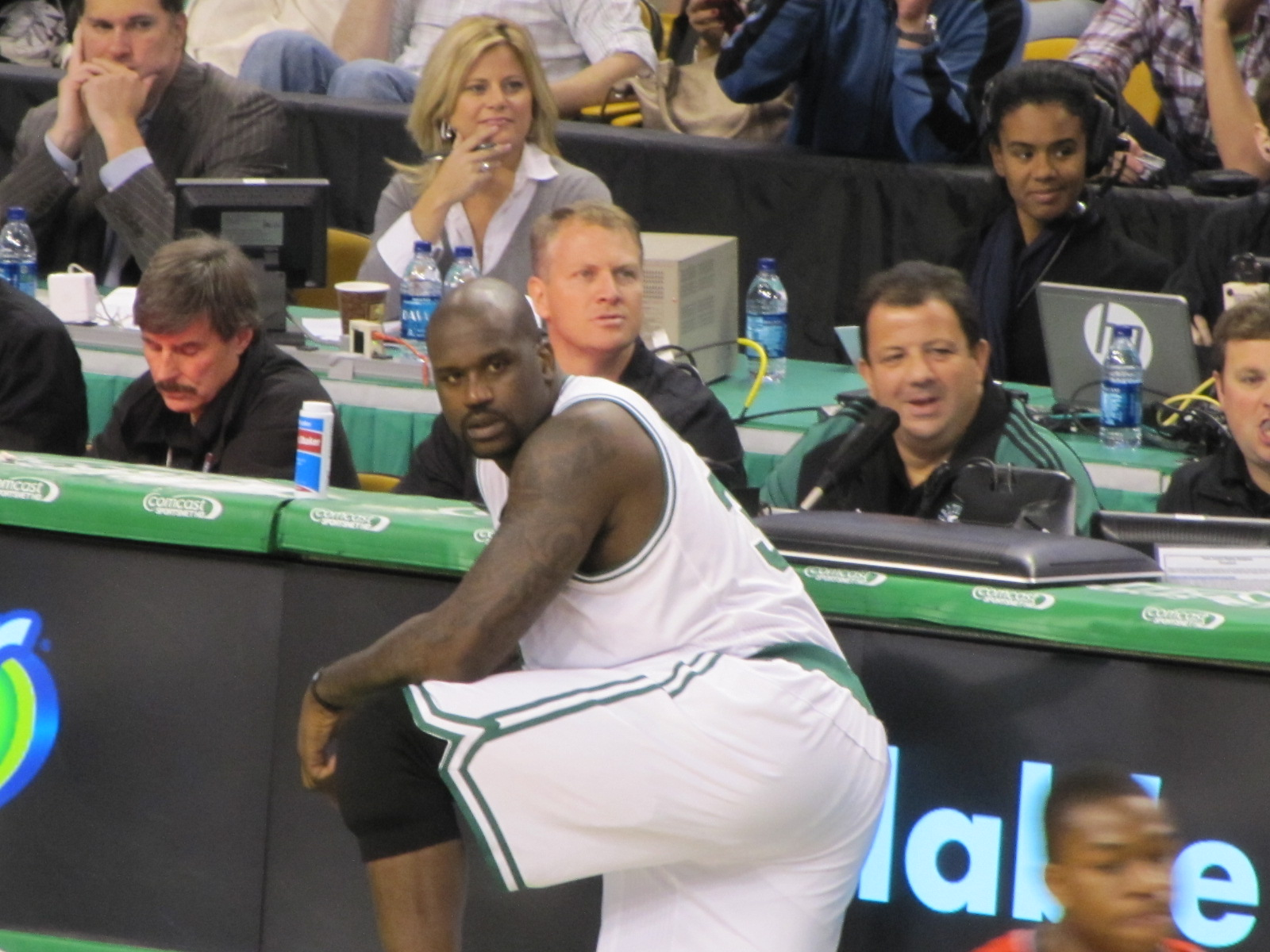
Шакил О’Нил в форме «Бостон Селтикс»

4 августа 2010 года Шакил О’Нил подписал двухлетний контракт с «Бостон Селтикс», за сезон 2010/11 он получил 1,4 млн долларов.
Контракт был подписан на 2 года на условиях ветеранского минимума на общую сумму 2,8 млн долларов.
Перед началом сезона 2010/11 годов «Бостон», помимо Шакила, решил подписать контракт сразу с несколькими центровыми: Джермейном О’Нилом и Семихом Эрденом. 7 февраля «Бостон» обменял травмированного Кендрика Перкинса и Нейта Робинсона в «Оклахома-Сити Тандер» на молодого форварда Джеффа Грина, центрового Ненада Крстича и право на выбор в первом раунде на предстоящем драфте. Публично Шакил заявил, что не хотел занимать чьё-то место в «Селтикс».
В сезоне 2010/11, помимо Шакила, пропустившего в общей сложности 43 игры из-за травм правой ноги, колена, связок икр и бедра, а также голени, Джермейн О’Нил пропустил 57 игр, Делонте Уэст 57 игр, Кевин Гарнетт 9 игр и Реджон Рондо 12 игр. Только 35-летний Рэй Аллен и 33-летний Пол Пирс отыграли во всех 81 играх. 3 апреля О’Нил вернулся на паркет в матче против «Майами Хит», отыграв лишь пять минут. Проигранная игра стала его последней в регулярном сезоне. «Бостон» завершил регулярный чемпионат с 52 победами при 25 поражениях. В первом раунде плей-офф баскетболисты «Селтикс» разгромили «Нью-Йорк Никс» в серии из четырёх матчей. В следующем раунде «Бостон» проиграл «Майами Хит» в пятиматчевой серии. О’Нил пропустил первый раунд плей-офф 2011, вернулся во втором туре. Его время на паркете было ограничено 12 минутами в двух играх.

### Завершение карьеры
1 июня 2011 года через свой Твиттер Шакил О’Нил объявил о завершении профессиональной баскетбольной карьеры.
Мы сделали это. Девятнадцать лет. Хочу всех поблагодарить. И поэтому сообщаю вам первым, что завершаю карьеру. Люблю вас. До скорого.
3 июня 2011 года О’Нил провёл пресс-конференцию в своем доме в Орландо, где официально объявил о своем выходе на пенсию, объяснив, что уходит на пенсию из-за травм. По словам баскетболиста, его сильно беспокоил травмированный ахилл. Шакил О’Нил сказал, что очень хотел бы продолжить выступать за свой нынешний клуб «Бостон Селтикс», однако для полного восстановления от травмы ахилла ему потребовалось бы около года.
В 2016 году Шакил был включён в Зал славы баскетбола.
13 февраля 2024 года «Орландо Мэджик» впервые за свою историю закрепил за игроком номер. Им стал Шакил О’Нил с закрепленным номером 32. Шакил О’Нил стал третьим игроком в истории НБА, наряду с Уилтом Чемберленом и Питом Маравичем, за которым закреплён номер в трёх разных командах одновременно.

## Карьера в сборной
Шакил являлся кандидатом на участие в Олимпийских играх 1992, но не вошёл в команду, потому что Чак Дэйли решил дать шанс другому баскетболисту-любителю, Кристиану Леттнеру в сборной, которую после победы назвали «Dream Team» («командой мечты»).

### Чемпионат мира по баскетболу 1994
В составе сборной США не было ни одного олимпийского чемпиона Барселоны, но это не помешало команде, лидером которой был юный Шакил O’Нил, уверенно выиграть мировое первенство в Торонто, разгромив в финале сборную России — 137:91. Шакил вошёл в символическую сборную чемпионата и был признан самым ценным игроком (MVP).

### Олимпийские игры в Атланте 1996
На Олимпийских играх в Атланте Шакил О'Нил стал чемпионом в составе «сборной США» вместе с такими суперзвездами из клубов НБА, как Хаким Оладжьювон, Чарльз Баркли, Реджи Миллер, Карл Мэлоун, Дэвид Робинсон, Скотти Пиппен, Джон Стоктон, Грант Хилл, Ленни Уилкинс, Митч Ричмонд и Анферни Хардуэй. В финальном матче американцы со счётом 95:69 победили команду Сербии и Черногории и завоевали золотые медали.
После Атланты-1996, принял решение завершить международную карьеру.

## Профиль игрока

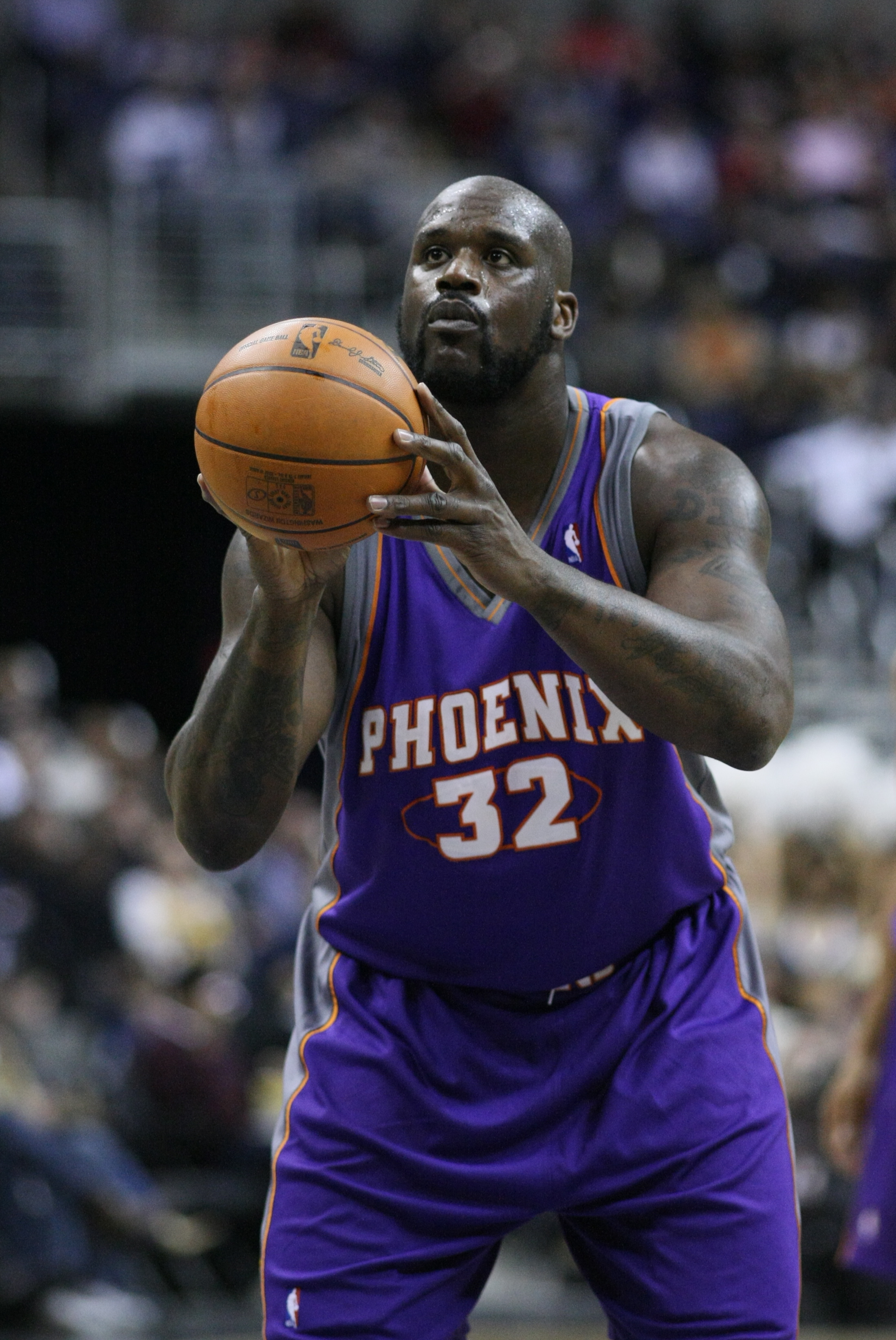
Одной из слабых сторон Шакила всегда были штрафные броски.

Шакил О’Нил считается одним из лучших центровых за всю историю НБА. При росте 2 м 16 см и весе свыше 140 кг он доминировал под кольцами, превосходя любого соперника. В 1996 году О’Нил был внесён в список 50 лучших игроков в истории НБА, став там самым молодым представителем. На протяжении 15 лет (1993—2009) он принимал участие в Матчах всех звёзд и вместе с Уилтом Чемберленом удерживает рекорд Ассоциации — 9 сезонов (из них 5 — подряд) с самым высоким показателем процента попаданий с игры. Одной из слабых сторон Шакила были штрафные броски. В 2000 году в игре с «Сиэтлом» О’Нил 11 раз бросал штрафные и ни разу не попал, установив антирекорд НБА. Многие команды специально нарушали правила на Шакиле, надеясь на его беспомощность при исполнении штрафных бросков, такая тактика получила название Hack-a-Shaq. За свою карьеру Шакил О’Нил провел более 1400 матчей в НБА, набирая в среднем 24 очка за игру и делая по 11 подборов. 3 апреля 2013 года «Лос-Анджелес Лейкерс» вывел из обращения 34-й номер, торжественно подняв игровую майку своего бывшего центрового Шакила О’Нила под своды «Стэйплс-центра».
Шакил О’Нил продемонстрировал неординарность характера вне баскетбольной площадки — записал несколько рэп-альбомов и снялся в кино.

## Общественная деятельность
Помимо спортивной карьеры ведёт активную общественную жизнь: снимается в фильмах и рекламных роликах, выпустил несколько музыкальных дисков, написал автобиографию; был лицом компьютерных игр NBA Live 1996, NBA 2K6, NBA 2K7, NBA Showtime: NBA on NBC и NBA Inside Drive 2004, а также выступил в нескольких боксёрских показательных матчах с лучшими боксёрами, такими как Шейн Мосли и Оскар Де Ла Хойа.
В домашней студии О’Нила в Орландо записали свои первые песни и демо два наиболее популярных бой-бэнда 1990-х годов — Backstreet Boys и ’N Sync.
Шакил О’Нил вступил в масонскую ложу «Сын вдовы» (Widow’s Son) № 28, пройдя масонское посвящение в афро-американскую систему «Принса Холла».
В 2009 году Шакил О’Нил подарил свою кроссовку 23-го размера (что приблизительно соответствует 55-му размеру в европейской системе мер обуви) с автографом президенту США Бараку Обаме.
В марте 2021 Шакил О’Нил дебютировал в рестлинг-промоушене All Elite Wrestling, в команде с Джейд Каргилл он победил Коди Роудса и Ред Велвет. Ранее О’Нил уже принимал участие в рестлинге и многократно появлялся в качестве гостя в шоу WCW и WWE. Первый матч в качестве рестлера бывший чемпион провел в 2016 году на шоу WWE WrestleMania 32.

## Фильмография
- 1994 — Азартная игра
- 1996 — Джинна вызывали? — Джинн (Номинирован на сайте «Rotten Tomatoes» в категории «Худшее кино всех времен»)
- 1997 — Отличный гамбургер
- 1997 — Сталь (Номинирован на сайте «Rotten Tomatoes» в категории «Худшая мужская роль»)
- 2001 — Пошёл ты, Фредди!
- 2001 — Мойка
- 2001 — Моя жена и дети — камео
- 2004 — После заката
- 2006 — Очень страшное кино 4 — камео
- 2008 — Мальчикам это нравится (Номинация LA Premier «Лучший Кино Постер»)
- 2009—2013 — Саутленд (сериал)
- 2011 — Такие разные близнецы — камео
- 2011 — Старый Новый год
- 2013 — Одноклассники 2 — офицер Флузо
- 2013 — Смурфики 2 (озвучка)
- 2014 — Смешанные
- 2015 — Трудности ассимиляции — камео
- 2018 — Дядя Дрю
- 2020 — Хэллоуин Хьюби — Ди-джей Аврора

## Статистика

### Статистика в НБА
| Сезон                                                                                    | Команда  | Регулярный сезон | Регулярный сезон | Регулярный сезон | Регулярный сезон | Регулярный сезон | Регулярный сезон | Регулярный сезон | Регулярный сезон | Регулярный сезон | Регулярный сезон | Регулярный сезон | Серия плей-офф | Серия плей-офф | Серия плей-офф | Серия плей-офф | Серия плей-офф | Серия плей-офф | Серия плей-офф | Серия плей-офф | Серия плей-офф | Серия плей-офф | Серия плей-офф |
| Сезон                                                                                    | Команда  | GP               | GS               | MPG              | FG%              | 3P%              | FT%              | RPG              | APG              | SPG              | BPG              | PPG              | GP             | GS             | MPG            | FG%            | 3P%            | FT%            | RPG            | APG            | SPG            | BPG            | PPG            |
| ---------------------------------------------------------------------------------------- | -------- | ---------------- | ---------------- | ---------------- | ---------------- | ---------------- | ---------------- | ---------------- | ---------------- | ---------------- | ---------------- | ---------------- | -------------- | -------------- | -------------- | -------------- | -------------- | -------------- | -------------- | -------------- | -------------- | -------------- | -------------- |
| 1992/93                                                                                  | Орландо  | 81               | 81               | 37,9             | 56,2             | 0,0              | 59,2             | 13,9             | 1,9              | 0,7              | 3,5              | 23,4             | Не участвовал  | Не участвовал  | Не участвовал  | Не участвовал  | Не участвовал  | Не участвовал  | Не участвовал  | Не участвовал  | Не участвовал  | Не участвовал  | Не участвовал  |
| 1993/94                                                                                  | Орландо  | 81               | 81               | 39,8             | 59,9             | 0,0              | 55,4             | 13,2             | 2,4              | 0,9              | 2,9              | 29,3             | 3              | 3              | 42,0           | 51,1           | -              | 47,1           | 13,3           | 2,3            | 0,7            | 3,0            | 20,7           |
| 1994/95                                                                                  | Орландо  | 79               | 79               | 37,0             | 58,3             | 0,0              | 53,3             | 11,4             | 2,7              | 0,9              | 2,4              | 29,3             | 21             | 21             | 38,3           | 57,7           | -              | 57,1           | 11,9           | 3,3            | 0,9            | 1,9            | 25,7           |
| 1995/96                                                                                  | Орландо  | 54               | 52               | 36,0             | 57,3             | 50,0             | 48,7             | 11,0             | 2,9              | 0,6              | 2,1              | 26,6             | 12             | 12             | 38,3           | 60,6           | -              | 39,3           | 10,0           | 4,6            | 0,8            | 1,3            | 25,8           |
| 1996/97                                                                                  | Лейкерс  | 51               | 51               | 38,1             | 55,7             | 0,0              | 48,4             | 12,5             | 3,1              | 0,9              | 2,9              | 26,2             | 9              | 9              | 36,2           | 51,4           | -              | 61,0           | 10,6           | 3,2            | 0,6            | 1,9            | 26,9           |
| 1997/98                                                                                  | Лейкерс  | 60               | 57               | 36,3             | 58,4             | -                | 52,7             | 11,4             | 2,4              | 0,7              | 2,4              | 28,3             | 13             | 13             | 38,5           | 61,2           | -              | 50,3           | 9,9            | 2,9            | 0,5            | 2,6            | 30,5           |
| 1998/99                                                                                  | Лейкерс  | 49               | 49               | 34,8             | 57,6             | 0,0              | 54,0             | 10,7             | 2,3              | 0,7              | 1,7              | 26,3             | 8              | 8              | 39,4           | 51,0           | -              | 46,6           | 11,6           | 2,3            | 0,9            | 2,9            | 26,6           |
| 1999/00                                                                                  | Лейкерс  | 79               | 79               | 40,0             | 57,4             | 0,0              | 52,4             | 13,6             | 3,8              | 0,5              | 3,0              | 29,7             | 23             | 23             | 43,5           | 56,6           | -              | 45,6           | 15,4           | 3,1            | 0,6            | 2,4            | 30,7           |
| 2000/01                                                                                  | Лейкерс  | 74               | 74               | 39,5             | 57,2             | 0,0              | 51,3             | 12,7             | 3,7              | 0,6              | 2,8              | 28,7             | 16             | 16             | 42,3           | 55,5           | -              | 52,5           | 15,4           | 3,2            | 0,4            | 2,4            | 30,4           |
| 2001/02                                                                                  | Лейкерс  | 67               | 66               | 36,1             | 57,9             | 0,0              | 55,5             | 10,7             | 3,0              | 0,6              | 2,0              | 27,2             | 19             | 19             | 40,8           | 52,9           | -              | 64,9           | 12,6           | 2,8            | 0,5            | 2,5            | 28,5           |
| 2002/03                                                                                  | Лейкерс  | 67               | 66               | 37,8             | 57,4             | -                | 62,2             | 11,1             | 3,1              | 0,6              | 2,4              | 27,5             | 12             | 12             | 40,1           | 53,5           | -              | 62,1           | 14,8           | 3,7            | 0,6            | 2,8            | 27,0           |
| 2003/04                                                                                  | Лейкерс  | 67               | 67               | 36,8             | 58,4             | -                | 49,0             | 11,5             | 2,9              | 0,5              | 2,5              | 21,5             | 22             | 22             | 41,7           | 59,3           | -              | 42,9           | 13,2           | 2,5            | 0,3            | 2,8            | 21,5           |
| 2004/05                                                                                  | Майами   | 73               | 73               | 34,1             | 60,1             | -                | 46,1             | 10,4             | 2,7              | 0,5              | 2,3              | 22,9             | 13             | 13             | 33,2           | 55,8           | -              | 47,2           | 7,8            | 1,9            | 0,4            | 1,5            | 19,4           |
| 2005/06                                                                                  | Майами   | 59               | 58               | 30,6             | 60,0             | -                | 46,9             | 9,2              | 1,9              | 0,4              | 1,8              | 20,0             | 23             | 23             | 33,0           | 61,2           | -              | 37,4           | 9,8            | 1,7            | 0,5            | 1,5            | 18,4           |
| 2006/07                                                                                  | Майами   | 40               | 39               | 28,4             | 59,1             | -                | 42,2             | 7,4              | 2,0              | 0,2              | 1,4              | 17,3             | 4              | 4              | 30,2           | 55,9           | -              | 33,3           | 8,5            | 1,3            | 0,3            | 1,5            | 18,8           |
| 2007/08                                                                                  | Майами   | 33               | 33               | 28,6             | 58,1             | -                | 49,4             | 7,8              | 1,4              | 0,6              | 1,6              | 14,2             | Не участвовал  | Не участвовал  | Не участвовал  | Не участвовал  | Не участвовал  | Не участвовал  | Не участвовал  | Не участвовал  | Не участвовал  | Не участвовал  | Не участвовал  |
| 2007/08                                                                                  | Финикс   | 28               | 28               | 28,7             | 61,1             | -                | 51,3             | 10,6             | 1,7              | 0,5              | 1,2              | 12,9             | 5              | 5              | 30,1           | 44,0           | -              | 50,0           | 9,2            | 1,0            | 1,0            | 2,6            | 15,2           |
| 2008/09                                                                                  | Финикс   | 75               | 75               | 30,0             | 60,9             | 0,0              | 59,5             | 8,4              | 1,7              | 0,7              | 1,4              | 17,8             | Не участвовал  | Не участвовал  | Не участвовал  | Не участвовал  | Не участвовал  | Не участвовал  | Не участвовал  | Не участвовал  | Не участвовал  | Не участвовал  | Не участвовал  |
| 2009/10                                                                                  | Кливленд | 53               | 53               | 23,4             | 56,6             | 0,0              | 49,6             | 6,7              | 1,5              | 0,3              | 1,2              | 12,0             | 11             | 11             | 22,1           | 51,6           | -              | 66,0           | 5,5            | 1,4            | 0,2            | 1,2            | 11,5           |
| 2010/11                                                                                  | Бостон   | 37               | 36               | 20,3             | 66,7             | -                | 55,7             | 4,8              | 0,7              | 0,4              | 1,1              | 9,2              | 2              | 0              | 6,0            | 50,0           | -              | 0,0            | 0,0            | 0,5            | 0,5            | 0,0            | 1,0            |
|                                                                                          | Всего    | 1207             | 1197             | 34,7             | 58,2             | 4,5              | 52,7             | 10,9             | 2,5              | 0,6              | 2,3              | 23,7             | 216            | 214            | 37,5           | 56,3           | -              | 50,4           | 11,6           | 2,7            | 0,5            | 2,1            | 24,3           |
| Наведите курсор мыши на аббревиатуры в заголовке таблицы, чтобы прочесть их расшифровку. |          |                  |                  |                  |                  |                  |                  |                  |                  |                  |                  |                  |                |                |                |                |                |                |                |                |                |                |                |